# El Bodón
El Bodón là một đô thị ở tỉnh Salamanca, phía tây Tây Ban Nha, cộng đồng tự trị Castile-Leon. Đô thị này có cự ly 100 kilômét so với thành phố tỉnh lỵ Salamanca và có dân số 322 người.
Đô thị này có diện tích 60,74 km².
Đô thị này nằm ở khu vực có độ cao 701 mét trên mực nước biển.
Mã số bưu chính là 37520.